# The Abyssinians
The Abyssinians sind eine jamaikanische Reggae- und Dub-Band mit drei Mitgliedern. Sie spielen Bass, sie trommeln und singen. Auf einigen ihrer Alben haben sie Background-Sänger und musikalische Gäste.
Das Trio wurde ursprünglich 1969 durch Bernard Collins, Donald Manning und Linford Manning gegründet.
Ihre bekanntesten Songs sind Satta Massagana und Y Mas Gan, beide teilweise in einer alten äthiopischen Sprache, dem Amharischen. Für die Rastafaris ist dies eine heilige Sprache, da sie Haile Selassie I., den letzten Kaiser Äthiopiens, als wiedergekehrten Christus ansehen und ihn daher als Messias verehren.
Ein weiterer wichtiger Song der Band ist Declaration of Rights, dessen Instrumentalversion (the riddim) viele Male von unzähligen Roots-Reggae-Künstlern wiederverwendet wurde.
Linford Manning ist nicht mehr Mitglied der Gruppe, da er zum christlichen Glauben übergetreten ist und Haile Selassie nicht länger mit Jesus Christus gleichstellt.
Die Band hat nichts mit The Ethiopians zu tun, obwohl die Bandnamen Synonyme sind.

## Diskografie (Auswahl)
- Satta Massagana (1976)
- Arise (1978)
- Forward (1982)
- Declaration of Dub (1998)
- Reunion (1998)
- Satta Dub (1998)
- Forward to Zion (2001)
- Tree of Satta (2003)

## Filmografie
- Rockers, Regie: Ted Bafaloukos, Jamaika 1978. (The Abyssinians sind in der Eröffnungsszene zu sehen.)